# Migotliwe odmiany kwarcu
Migotliwe odmiany kwarcu – kwarce zawierające włókienka krokidolitu (rodzaju hornblendy), minerału z grupy amfiboli. Dzięki włóknistej budowie wykazują po oszlifowaniu silną migotliwość i przesuwanie się jasnego pasma przy zmianie położenia kamienia. W celu podkreślenia tej wyjątkowej własności kamienie te szlifuje się w postaci kaboszonu. Wszystkie odmiany są nieprzezroczyste.

## Kwarcowe tygrysie oko
Tygrysie oko ma barwę żółtawą lub brunatną, nieraz o złocistym odcieniu, spowodowaną przez tlenek żelaza, powstały wskutek zwietrzenia zawartego w nim amfibolu. Na powierzchni przełamu połysk jedwabisty. Wrażliwe na kwasy. Ma typowe prążkowanie, gdyż wrośnięte włókna są ukryte lub załamane.
Niekiedy obie odmiany występują razem, przechodząc wzajemnie w siebie.
Występuje głównie w Południowej Afryce (wywóz surowca czasowo zabroniony), Birmie, zachodniej Australii (Yarra-Yarra Creek), Chinach i na Ukrainie.
Dawniej używano do wyrobu pierścieni, kamei, drobnych przedmiotów ozdobnych. Po obniżce ceny wyrabia się z nich drobne figurki, rączki do pieczątek, biżuterię.

## Kwarcowe sokole oko
Sokole oko, które zawiera świeży amfibol, jest niebieskoszare. Wykazuje charakterystyczną migotliwość w postaci niebieskiego pasma przemieszczającego się przy zmianie położenia kamienia. Na płaszczyznach przełamu połysk jedwabisty. Wrażliwe na kwasy. Własności (poza barwą) i zastosowanie kwarcowego sokolego oka są identyczne jak kwarcowego tygrysiego oka.

## Kwarcowe kocie oko
Kocie oko jest zbitym kwarcem z wrośniętymi równolegle, uporządkowanymi włóknami azbestu hornblendowego (amiantu). Wykazuje podobną migotliwość o odcieniu zielonym lub niebieskozielonym. Barwa szarawa, brunatna lub zielonawa. Przypomina swym wyglądem szlachetniejsze kocie oko chryzoberylowe. Wrażliwy na kwasy. Własności (poza barwą) i zastosowanie kwarcowego kociego oka są identyczne jak kwarcowego tygrysiego oka.
Występuje głównie w Cejlonie, Indiach, Brazylii.

## Kwarcowe bawole oko
Bawole oko to czerwonobrunatna lub brunatna, nieprzezroczysta odmiana kwarcu, która wykazuje optyczny efekt kociego oka w postaci przemieszczającej się, pasowej migotliwości. 
Efekt ten wywołują włókniste wrostki silnie utlenionego krokidolitu, rzadziej crossytu, czy tremolitu.
Własności, występowanie i zastosowanie kwarcowego bawolego oka, poza barwą, są bardzo podobne do kwarcowego tygrysiego oka. Dzięki podgrzewaniu kwarcowego tygrysiego oka otrzymuje się, w sposób sztuczny, dużą część znajdujących się w handlu kwarcowych bawolich ok.